# Dejan Majstorović
Dejan Majstorović (serbiska: Дејан Мајсторовић), född 22 april 1988, är en serbisk basketspelare. 
Majstorović deltog vid olympiska sommarspelen 2020 och var en del av Serbiens lag som tog brons i tremannabasket.